# Tage la Cour
Tage la Cour född 25 januari 1915, död 7 januari 1993, var en dansk författare av kriminallitteratur och hotelldirektör.
Han debuterade 1938 med boken Gøg, stork og svale i sagn og tro. Sin största insats gjorde han som redaktör för ett antal antologier och samlingar med kriminalnoveller och liknande.
la Cour var hedersmedlem av ett flertal kriminallitterära sällskap: The Baker Street Irregulars, New York (1952); Rivertonklubben (1973), Skånska Deckarsällskapet (1975) och Poe-klubben (1980) samt mottog Det danske Kriminalakademis diplom 1990.